# Sant Andreu de Llorona
Sant Andreu de Llorona, o Lliurona, és l'església parroquial del poble de Lliurona, al municipi d'Albanyà, si bé dins de l'antic terme extingit de Bassegoda, pertanyent a la Garrotxa, i inclosa en l'Inventari del Patrimoni Arquitectònic de Catalunya.
Es tracta d'una construcció romànica del segle xi, una mica modificada pels afegits d'èpoques posteriors. És un edifici d'una sola nau amb el teulat sobrealçat; l'absis, que era semicircular, mirava a llevant però fou destruït per erigir en el seu lloc la sagristia. A migjorn hi ha tres finestres en arc de mig punt i una cornisa; la porta d'ingrés, amb arcs en gradació, descansa damunt d'una cornisa sostinguda per cartel·les, i el timpà està decorat amb un ornament floral de temps més avançats. En un dels costats s'alça una torre campanar, d'època posterior, de planta quadrada amb un arc de mig punt a cadascun dels seus costats.
L'església de "Sancti Andrear de Loron" ja se cita l'any 1019 amb motiu de la donació feta pel bisbe Pere Roger en instituir-se la Canònica gironina. Anys després, l'església i els seus alous foren retinguts pel vescomte Miró fins que, l'any 1031, en produir-se la seva mort, en recuperà la possessió l'esmentada Canònica. El topònim del lloc, unit al nom del sant titular del temple, s'esmenta en el decurs del temps com a "Lorona" (1171), "Lerona" (1362) i "Llorona" (1691).
Aquesta església tingué un valuós retaule obrat pel mestre Mates a mitjan segle XVI constituït per sis taules amb escenes de la vida i martiri de Sant Bartomeu. També l'any 1915 hi fou dipositada la Mare de Déu de la Paloma, una talla gòtica d'alabastre del segle XIV. La imatge provenia de l'antic santuari de Sant Joan de Bossols, o de Baussols, destruït per un llamp aquell mateix any.
Tot aquest patrimoni artístic fou destruït ens ser incendiada l'església durant 1936, durant el primers temps de la Guerra Civil.